# 上树南星
上树南星（学名：Anadendrum montanum）为天南星科上树南星属的植物。分布于越南、老挝、印度尼西亚、新加坡、马来西亚、泰国以及中国大陆的云南东南部、海南等地，生长于海拔200米至500米的地区，多生长在林内树干和石上，目前尚未由人工引种栽培。